# Berenguer d'Oms i de Santapau
Berenguer d'Oms i de Santapau (segle XIV-?1468), governador de Mallorca. Baró de Santapau i de Montesquiu, varvassor de Montescot i senyor de la casa d'Oms (Berenguer V d'Oms), al Rosselló.

## Biografia
Fill de Berenguer (IV) d'Oms. Hereu del seu pare de la Clusa, Sant Llorenç de Cerdans i Montesquiu al Vallespir, de Clairà al Rosselló, de la Serra al Conflent i Saga de Cerdanya, el 1456 comprà la baronia de Santa Pau. Oficial reial, el 1420 participà en la campanya del rei d'Aragó Alfons el Magnànim contra Còrsega amb diners i homes. També prestà serveis a la monarquia catalano-aragonesa a Sicília, Sardenya i Nàpols. Fou recompensat amb la batlia de Cotlliure (Rosselló) vers el 1424 (feta hereditària el 1428). Entre 1425 i 1451 ocupà el càrrec de governador general de Mallorca. Durant el seu comandament continuaren les dificultats financeres de la Universitat de Mallorca, la qual el 1431 signà la Concòrdia de Barcelona. El 1436 envià una força de quatre galeres i de 1300 homes i un donatiu de 3000 lliures a Alfons el Magnànim, que es trobava a Gaeta (Itàlia).

## Revolta Forana a Mallorca
El 1450 hagué d'afrontar la Revolta Forana i el mes d'agost d'aquell mateix any aconseguí que els forans aixecassin el primer setge de la ciutat, mitjançant la mediació del bisbe d'Urgell, aleshores a Mallorca. A causa de la revolta, el febrer de 1451, Alfons el Magnànim li atorgà plens poders i el nomenà lloctinent general de Mallorca. El mes d'abril, davant alguns representants dels forans, va llegir a Ciutat una sentència que condemnava les viles al pagament d'una multa perpètua de 2000 lliures anuals. Aquest fet provocà un gran malestar a tota la part forana. Llavors, ordenà la mobilització de les viles i anà a Binissalem. Una gran concentració de forans armats l'obligà a retirar-se dins les murades de la Ciutat, on ordenà executar dos caps forans, Miquel Renovard i Guillem Nadal. Entre el 18 i el 22 d'abril, els forans tornaren a assetjar la ciutat. Després envià al seu lloctinent, Jaume Cadell, a combatre els forans. A causa del seu fracàs hagué d'afrontar el tercer setge a la ciutat (maig de 1451). Sol·licità l'enviament d'efectius militars per reprimir la insurrecció. El setge només finalitzà amb les negociacions dutes a terme per dos enviats de la reina Maria, esposa d'Alfons el Magnànim. Aquesta, l'agost de 1451, substituí d'Oms per Arnau de Vilademany, com a regent de la governació.

## Guerra Civil Catalana
Berenguer d'Oms participà a partir de 1462 en la Guerra Civil Catalana del costat monàrquic. En iniciar-se la guerra contra Joan el Sense Fe, rei d'Aragó, anà a Girona per auxiliar la reina Joana Enríquez. El seu reialisme l'enemistà amb la Generalitat de Catalunya i amb la població de Cotlliure, d'on hagué de fugir. Es refugià al castell de Perpinyà, d'on era capità el seu cosí germà Carles d'Oms i de Sagarriga. Es mantingué addicte a França, en contra de la població perpinyanesa, fidel a la Generalitat.